# Silická Brezová
Silická Brezová (dříve Borzová, maďarsky Szádvárborsa) je obec na Slovensku v okrese Rožňava ležící na Silické planině v Slovenském krasu.

## Historie
První písemná zmínka o vesnici je z roku 1399. Do uzavření Trianonské smlouvy byla ves součástí Uherska, poté byla součástí první československé republiky. V letech 1938 až 1945 obec byla na základě první vídeňské arbitráže součástí Maďarského království.

## Pamětihodnosti
Ve vsi stojí reformovaný renesanční kostel ze 16. století, který má dřevěnou malovanou kazatelnu z 18. století. Zvonice z 19. století stojí samostatně v sousedství kostela. 
V katastrálním území obce se nachází přírodní rezervace Kráľova studňa, jeskyně Milada a Zvonivá propast u Červeného kamene.